# Zdenko Verdenik
Zdenko Verdenik, född 2 maj 1949 i Ptuj i Jugoslavien, är en slovensk tidigare fotbollsspelare och tränare.
Zdenko Verdenik var tränare för det slovenska landslaget 1994–1997.